# Idealism
Idealism — дебютный альбом немецкого электронного дуэта Digitalism, выпущен в Японии 9 мая 2007 года лейблом EMI Music Japan под названием Digitalism (яп. デジタル主義 Dejitaru Shugi), и 21 мая 2007 года лейблами Kitsuné и Virgin Records. В США релиз состоялся 5 июня 2007 года на музыкальном лейбле Astralwerks.

## Об альбоме
Синглами с пластинки стали 5 композиций — «Idealistic», «Zdarlight», «Digitalism in Cairo», «Jupiter Room» и «Pogo», которые были заранее выпущены в формате EP. Песня «Digitalism in Cairo» содержит семпл песни группы The Cure 1979 года «Fire in Cairo».
Диск был выпущен со специальным кодом, позволявшим загрузить дополнительные треки через интернет с битрейтом 128 килобит в секунду.

## В популярной культуре
Песня «Idealistic» использовалась студией Rockstar Games при анонсе своей игры Midnight Club: Los Angeles. Это также в настоящее время используется в рекламе для Airness на французском телевидении
«Pogo» применялась в нескольких рекламных роликах, включая рекламу 2007 года Pontiac и Virgin Mobile, а также попала в саундтрек игр Need for Speed: ProStreet и FIFA 08.
Семпл из песни «Idealistic» использовался в американской радиопрограмме Loveline, а «Zdarlight» — в рекламной кампании BMW X1.
Композиция "Idealistic" звучит на радиостанции 97.6 K12 FM в компьютерной игре 2011 года Saints Row: The Third.

## Список композиций
1. «Magnets» — 3:50
2. «Zdarlight» — 5:41
3. «I Want I Want» — 3:29
4. «Idealistic» — 4:11
5. «Digitalism in Cairo» — 4:49
6. «Departure from Cairo» — 0:54
7. «Pogo» — 3:46
8. «Moonlight» — 2:52
9. «Anything New» — 4:59
10. «The Pulse» — 4:19
11. «Home Zone» — 2:09
12. «Apollo-Gize» — 2:20
13. «Jupiter Approach» — 1:13
14. «Jupiter Room» — 5:03
15. «Echoes» — 3:39

## Загружаемые бонусные треки
1. «Jupiter Room» (Planetary Lobby Version)
2. «Austrasto»
3. «Playground»
4. «TV TV»
5. «Jet Set»
6. «Rock the Pressure»
7. «Saw You in 2 Pieces»

## Чарты
| Чарт (2007)              | Наивысшее место |
| ------------------------ | --------------- |
| Бельгия (Фландрия)       | 20              |
| Бельгия (Валлония)       | 88              |
| Франция                  | 84              |
| Япония                   | 20              |
| UK Albums Chart          | 95              |
| US Top Electronic Albums | 6               |
| US Top Heatseekers       | 29              |